# 肉凍

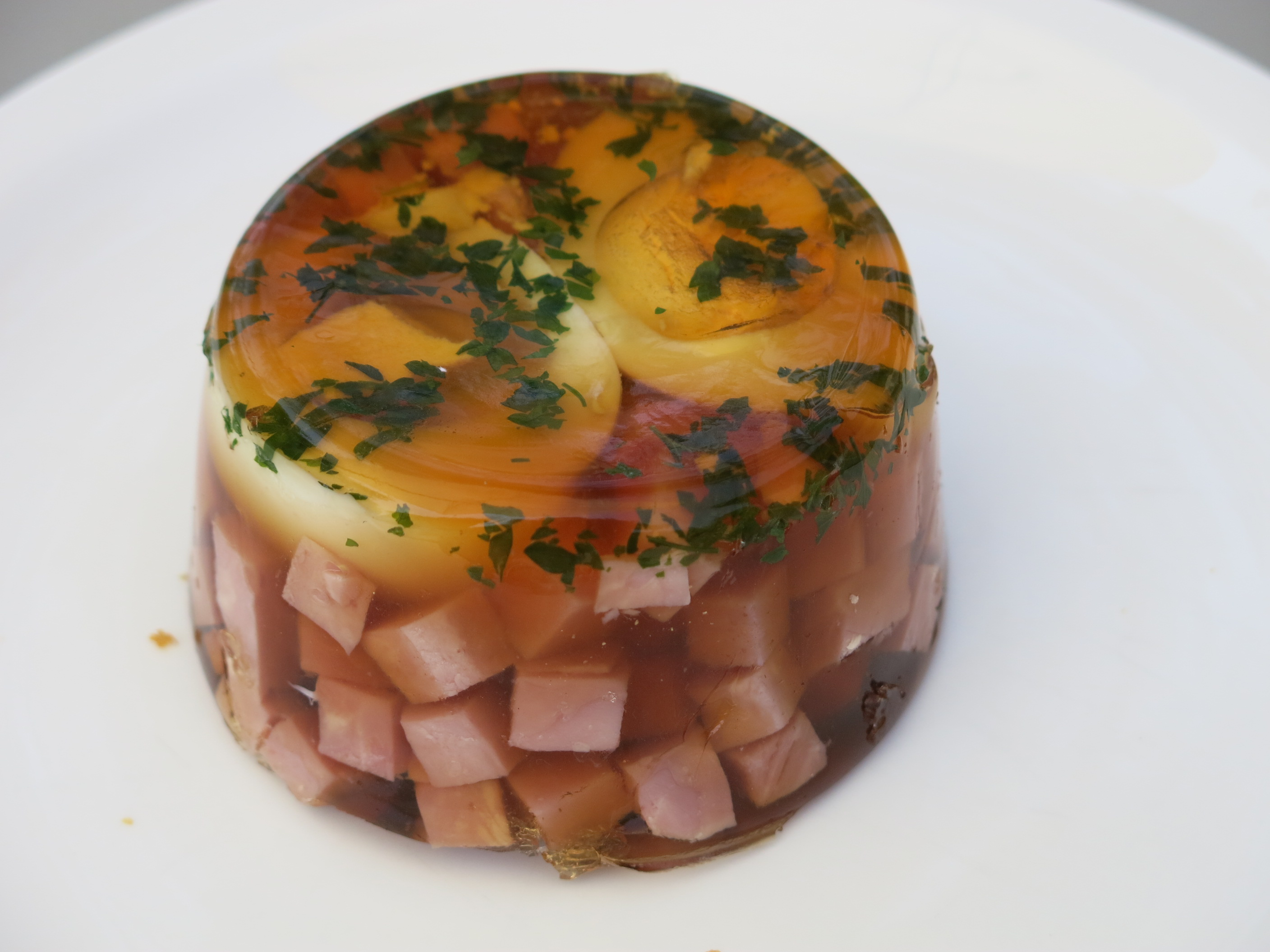
肉凍

肉凍 (aspic) 是一種菜餚，做法是將清湯加工為類似果凍的形狀，並在其中鑲入肉塊、蔬菜、水果等食物。肉凍和中餐水晶餚肉的做法相似。肉凍的詳細配方在中世紀時就已經出現。20世紀初期，肉凍開始在美國流行:514。